# HC Horgen
Der Handballclub Horgen (abgekürzt HC Horgen oder HCH) ist ein Schweizer Handballverein aus Horgen, dessen 1. Mannschaft mit einer Spielgemeinschaft mit Wädenswil in der zweithöchsten Spielklasse der Swiss Handball League, der Nationalliga B (NLB), spielt. In der Saison 2024/2025 spielen 21 Teams für den HC Horgen (4 Männer-, 6 Frauen- und 15 Juniorenmannschaften).

## Geschichte

### Gründung
Aus dem Turnverein Horgen splitteten sich 1967 die Handballer ab und gründeten einen eigenen Verein. Die Gründung des heutigen Handballclubs Horgen und zugleich der Austrittsvertrag aus dem TV Horgen erfolgte durch Heinrich Gribi mit Hansheinrich Stäubli, damals Präsident des TV Horgen. Die Gründungsmitglieder umfassten Heinrich Gribi als Präsident, Edwin Fehr als Kassier und Fritz Biber sen. als Initiator (nicht im Vorstand). 1968 gründete Walter Altenburger die Juniorenabteilung des HC Horgen.

### Partnervereine
Der HC Horgen bildet auf verschiedenen Ebenen Partnerschaften und tritt in der Meisterschaft als Spielgemeinschaft (SG) bei den Männern & Junioren und als SG Zürisee bei den Frauen und Juniorinnen auf.
- Herren und Junioren: ab der Kategorie U13: HC Wädenswil
- Frauen und Juniorinnen: TV Thalwil und HC Wädenswil

## Teams

### Männer
- M1 (NLB), M2 (1. Liga), M3 (2. Liga), M4 (3. Liga)

### Frauen
- F1 (2. Liga), F2 (3. Liga)

### Junioren
- U19 Elite, U19 Promotion, U17 Inter, U15 Elite, U15 Promotion, U13 Inter, U13 Promotion (2 Teams), U12 Promotion, U11, U9, U7

### Juniorinnen
- U18 Promotion, U16 Inter, U16 Promotion, U14 Inter (2 Teams), U13 Promotion (2 Teams bei Partnervereinen HCW und TVT)

## Erfolge und Titel national (seit 2002)
Die Herrenmannschaft gewann 2006 und 2011 den Grossfeld-Cup. Die U13-Mannschaft konnte 2014 und 2015 die Schweizer Juniorenmeisterschaft gewinnen.
Die B-Junioren (U-19) gewannen 1984 den Schweizer Handballmeister-Titel.

## Erfolge und Titel regional (seit 2002)
(Quelle: ZHV)

### Männer
- 16 × Regionalmeister:

Junioren U13 (2010, 2011, 2014),  U15 (1998, 1999, 2011, 2014, 2015), U17 (2000), U19 (2001, 2005, 2006), 2. Liga (2004, 2009), 3. Liga (2007) und 4. Liga (2003)
- 5 × Cupsieger:

Junioren U15 (2015),  U17 (2016, 2023) und U19 (2008) und Männer (2014)

### Frauen
- 3 × ZHV-Cupsieger:

Juniorinnen U15 (2016), Juniorinnen U14 (2019), Juniorinnen U16 (2019)
- 4 × Regionalmeister:

Juniorinnen U17 (2002), U18 (2012), U19 (2003), Frauen 2. Liga (2005)